# Хасуйяха (приток Большой Хэяхи)
Хасуйяха — река в России, протекает по Ямало-Ненецкому АО. Устье реки находится в 75 км по правому берегу Большой Хэяхи. Длина реки составляет 12 км.
Система водного объекта: Большая Хэяха → Таз → Карское море.

## Данные водного реестра
По данным государственного водного реестра России относится к Нижнеобскому бассейновому округу, водохозяйственный участок реки — Таз. Речной бассейн реки — Таз.
Код объекта в государственном водном реестре — 15050000112115300071414.